# Meisam Mirzaei
Meisam Mirzaei Talarposhti (in persiano میثم میرزایی تَلارپُشتی‎; Teheran, 15 aprile 1992) è un cestista iraniano.

## Carriera
Con l'Iran ha disputato i Campionati mondiali del 2019.